# Nitocris (Babylone)
Pour les articles homonymes, voir Nitocris (homonymie).
Nitocris est le nom d'une reine à l'identité discutée de Babylone, évoquée par Hérodote dans le livre I de son Enquête. Il la présente comme la deuxième reine importante de Babylone après Sémiramis et lui attribue une série de grands travaux pour défendre la ville menacée par l'accroissement de la puissance mède. Il en fait la mère de Nabonide (Labynète), dernier roi de Babylonie.
Diverses hypothèses existent quant à l'identité réelle de cette reine :
- il s'agirait de Nabuchodonosor ; Hérodote  aurait transcrit le nom du célèbre souverain en utilisant celui de Nitocris, une reine d'Égypte dont il parle ensuite au livre II en soulignant lui-même l'homonymie avec le personnage du livre I. C'est de sa part une confusion d'autant plus remarquable qu'il fait ainsi de Nabuchodonosor une femme ; c'est que le nom de Nabuchodonosor 'Nabukudracara' pouvait passer pour féminin à l'oreille d'un Grec qui ne savait pas le perse.[réf. nécessaire]
- Naq'îa/Zakutu, femme du roi assyrien Sennacherib[1]
- Adad-Guppi, princesse araméenne mère de Nabonide[2]

## Postérité
- Nitocris figure parmi les 1 038 femmes référencées dans l'œuvre d’art contemporain The Dinner Party (1979) de Judy Chicago. Son nom y est associé à Hatchepsout[3].

## Sources
- Notices d'autorité :   - VIAF
  - GND
- Alexandre Tourraix, L'apatè de Nitocris (Hdt 1187) in Dialogues d'histoire ancienne en ligne